# Dahlgrenius schmidti
Dahlgrenius schmidti är en skalbaggsart som först beskrevs av Richter 1889.  Dahlgrenius schmidti ingår i släktet Dahlgrenius och familjen stumpbaggar. Inga underarter finns listade i Catalogue of Life.